# Janine Leroux-Guillaume
Pour les articles homonymes, voir Leroux et Guillaume.
Janine Leroux-Guillaume (1927-2018) est une artiste multidisciplinaire canadienne, maître graveuse et professeure d'université. 

## Biographie
Née en 1927 à Saint-Hermas au Québec, Janine Leroux-Guillaume fait partie d'un groupe d'artistes visuels qui ont contribué à faire connaitre l'art de l'estampe et de la gravure au Québec.
Décédée en janvier 2018 à l’âge de 90 ans à Montréal, Janine Leroux-Guillaume a exposé ses œuvres de façon régulière jusqu’au milieu des années 90 au Québec, au Canada ainsi qu’aux États-Unis, en Pologne, en Yougoslavie, en Angleterre, en Écosse et en France. 
En 1978 le critique d'art et journaliste Jacques de Roussan écrit « Son cheminement de graveur a d’abord passé par le figuratif où, dans une atmosphère de solitude, elle interprétera des personnages et des nus féminins qui semblent tous dans l’attente d’un geste à poser, d’une pensée à communiquer. Loin d’être une impasse, cette manière de s’exprimer a permis à Janine Leroux-Guillaume de franchir un pas important en s’attachant à définir l’abstraction qui se dégage des pensées et des actions. Sous l’influence d’Albert Dumouchel et de Léon Bellefleur, elle suivit ensuite allègrement une voie abstraite qui lui permit d’amplifier son graphisme et son champ de profondeur pour finalement devenir surréaliste par sa propre démarche, un surréalisme mystique où la psychologie des profondeurs transparaît dès le premier regard ».
Janine Leroux-Guillaume est reconnue pour avoir développé une maîtrise très poussée de la « manière noire », une technique complexe qui permet des contrastes toute en subtilité, ainsi qu’une habilité peu commune à mixer les techniques, les matrices et les couleurs pour des résultats surprenants.  
Une première exposition en 1954 au Gésu et deux expositions à la galerie Art Classica (1957 et 1959) lui valent de bonnes critiques. En 1960, le Musée des beaux-arts du Canada fait l’acquisition d’une aquatinte de l’artiste intitulée « L’arbre de vie » (1957).
Dès 1960, l'artiste est reconnue par la revue Vie des arts qui vante notamment sa dextérité.
En 1949 elle développe des relations avec plusieurs artistes engagés, notamment Alfred Pellan qui est son professeur de peinture aux beaux-arts, Charles Daudelin, Jean-Paul Mousseau, Paul-Émile Borduas, Jacques de Tonnancour, Léon Bellefleur, Roland Giguère et Albert Dumouchel qui dirige l’École des arts graphiques et avec qui elle collabore et se perfectionne entre 1955 et 1959.
En 1957, Janine Leroux rencontre l’imprimeur et typographe d'origine française, Pierre Guillaume, qui vient de s'installer à Montréal (que l'artiste épouse en 1958) et le persuade d’acheter le fond d’imprimerie des Éditions Erta de Roland Giguère. 
En 1959, Janine Leroux-Guillaume se rend à Paris en compagnie de Pierre Guillaume. Elle présente son travail de gravure en taille douce aux artisans de l’Atelier Lacourière-Frélaut qui l’invitent à s’y installer à demeure. Elle y fait des séjours réguliers jusqu’au début des années 2000 pour réaliser des eaux-fortes et des manières noires de grande dimension parmi les plus emblématiques de sa carrière.
En 1977, Janine Leroux-Guillaume est sollicitée par la succession du peintre Marc-Aurèle Fortin, pour procéder à la restauration des matrices de 19 gravures réalisées dans les années '30 et '40 par le peintre québécois.
De 1968 et 1979, Janine Leroux-Guillaume dirige un atelier-école sur la rue Saint-André à Montréal. Plusieurs artistes-graveurs viendront s’y perfectionner, expérimenter ou bénéficier du mentorat de l’artiste. Pour aider à la diffusion des œuvres des graveurs qui fréquentent son atelier, Janine Leroux-Guillaume fonde avec son conjoint les Éditions Sagitta et Les Imagiers. L’aventure de l’atelier-école prendra malheureusement fin en 1979 quand un incendie détruit l’atelier et l’imprimerie attenante que dirige Pierre Guillaume.
De 1955 à 1965, elle occupe un poste de professeur et conseillère pédagogique en enseignement des arts plastiques à la Commission scolaire de Montréal. De 1954 à 1958, elle fonde une école d’art plastique dans la petite ville de Lachute dans la région qui l’a vu grandir et donne des ateliers l’été au camp de vacances L’Île aux chênes sur le lac Nipissing en Ontario (1954-1958). De 1965 à 1969, Janine Leroux-Guillaume donne plusieurs ateliers à l’École des Beaux-Arts et enseigne la gravure et les arts plastiques dans plusieurs établissements au Québec entre 1969 et 1985 (UQAM, Université du Québec à Hull, Cégep du Vieux-Montréal).

## Musées et collections publiques
- Carleton University Art Gallery
- Collection d'oeuvres d'art, Université de Montréal
- Galerie de l'UQAM
- Galerie Leonard & Bina Ellen, Université Concordia
- Musée d'art contemporain de Montréal
- Musée d'art de Joliette
- Musée de la Gaspésie
- Musée des beaux-arts de Montréal
- Musée des beaux-arts de Sherbrooke
- Musée des beaux-arts du Canada[10]
- Musée Louis-Hémon
- MA musée d'art, Rouyn-Noranda[11]
- Musée national des beaux-arts du Québec[12]
- Musée régional de Rimouski
- Musée Pierre-Boucher
- The Winnipeg Art Gallery